# Vojaški ordinariat Hrvaške
Vojaški ordinariat Hrvaške (hrvaško Vojni ordinarijat u Republici Hrvatskoj) je rimskokatoliški vojaški ordinariat, ki je vrhovna cerkveno-verska organizacija in skrbi za pripadnike Hrvaške vojske.
Sedež ordinariata je v Zagrebu.

## Škofje
- Juraj Jezerinac (25. april 1997 - 2015)
- Jure Bogdan (2015/16 - danes)